# Начо Либре
„Начо Либре“ (на английски: Nacho Libre) е щатски спортен комедиен филм от 2006 г. на режисьора Джаред Хес, по сценарий на Джаред и Джеруша Хес и Майк Уайт и във филма участват Джак Блек и Питър Стормаре.

## Български дублаж
Филмът се излъчва се първи път по Fox на 14 август 2022 г. с обработка от Андарта Студио.
| Преводач            | Илияна Иванова                                                       |
| Редактор            | Мая Кисьова                                                          |
| Тонрежисьор         | Галина Наумова                                                       |
| Режисьор на дублажа | Станислав Пищалов                                                    |
| Озвучаващи артисти  | Даринка Митова Ася Рачева Николай Николов Сотир Мелев Радослав Рачев |